# Lasioglossum gunbowerense
Lasioglossum gunbowerense is een vliesvleugelig insect uit de familie Halictidae. De wetenschappelijke naam van de soort is voor het eerst geldig gepubliceerd in 1939 door Rayment.